# Ingeniería en Tecnologías de la Información

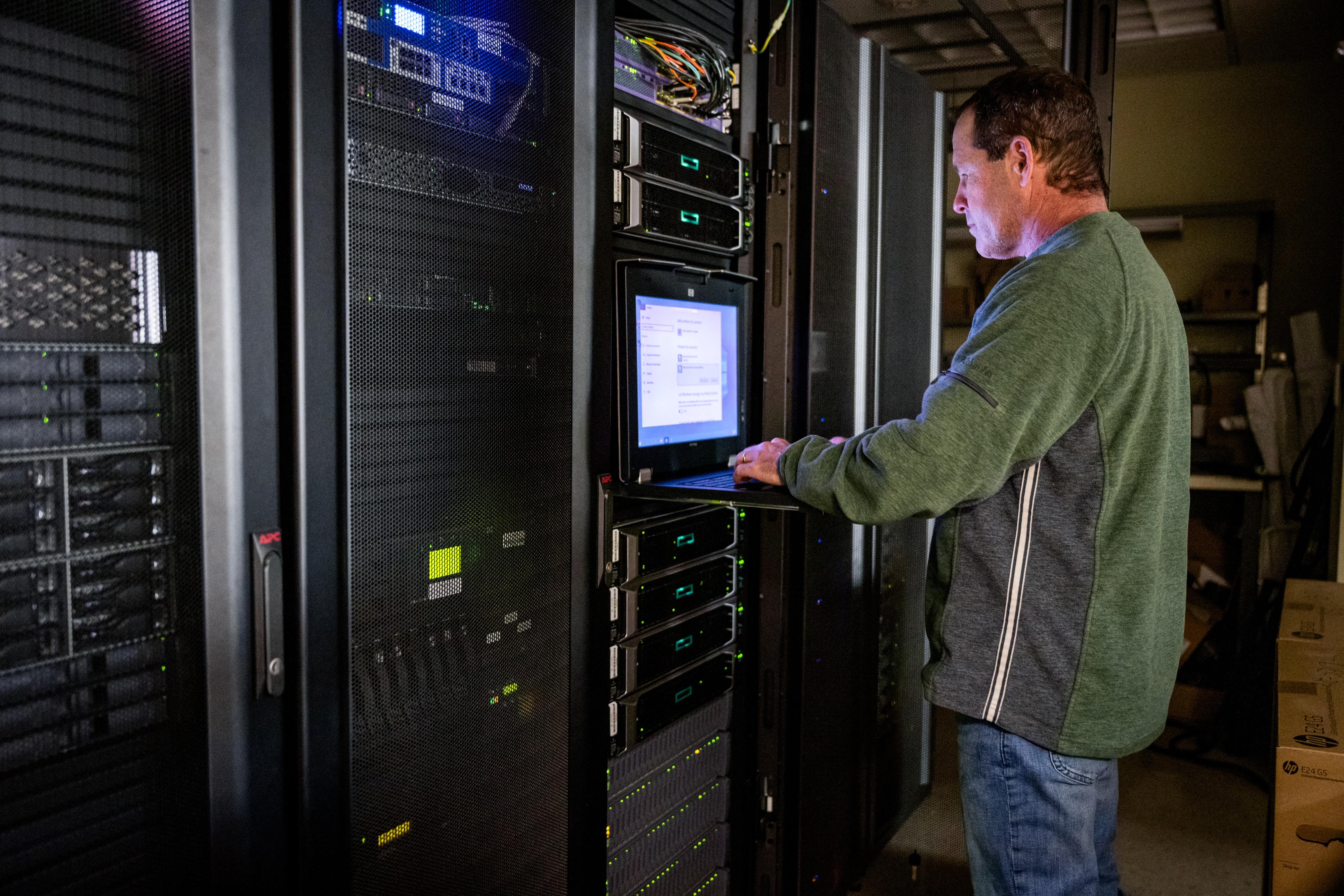
Representación de un profesional en Tecnologías de la Información. (Imagen recuperada de Wikimedia)

La Ingeniería en Tecnologías de la Información es una rama de la ingeniería dedicada al diseño, desarrollo, implementación, integración, administración y mantenimiento de soluciones tecnológicas que combinan infraestructura computacional y sistemas de información. Según el currículo de referencia de la Association for Computing Machinery (ACM) y el Institute of Electrical and Electronics Engineers (IEEE), esta disciplina se centra en la aplicación e integración de tecnologías existentes para satisfacer necesidades de personas y organizaciones, con énfasis en la adaptación al contexto social y organizacional.
La infraestructura computacional comprende hardware, redes de comunicaciones, sistemas operativos, servicios en la nube y plataformas de soporte, mientras que los sistemas de información incluyen software, bases de datos y procesos para el tratamiento seguro y eficiente de datos.
Esta ingeniería se distingue por su carácter integrador, combinando conocimientos técnicos como programación, administración de redes y sistemas, gestión de bases de datos, interacción humano-computadora y servicios en línea, junto con competencias transversales en ciberseguridad y ética profesional. En México, los planes de estudio pueden incluir también la gestión de proyectos, la administración de centros de datos y el soporte a sistemas empresariales. En su evolución reciente, esta disciplina incorpora de forma creciente la inteligencia artificial, el aprendizaje automático, así como también la seguridad informática, y la computación en la nube.
En el contexto de las disciplinas de la computación, la ingeniería en tecnologías de la información se ubica junto a la ingeniería informática, la ingeniería de software, las ciencias de la computación y los sistemas de información. Su rasgo distintivo es el énfasis en la integración de tecnologías y servicios para atender necesidades específicas, mientras que otras ramas pueden centrarse en el desarrollo teórico, el diseño de hardware o la creación de software con un enfoque más abstracto. Los profesionales de esta área suelen actuar como enlace entre la infraestructura técnica y los objetivos operativos y estratégicos de una organización.
La denominación de la carrera varía según el país e institución. En México, es común encontrar programas bajo los nombres de «Ingeniería en Tecnologías de la Información», «Ingeniería en Tecnologías de la Información y Comunicaciones (TIC)» o «Ingeniería en Tecnologías de la Información e Innovación Digital». En España, la Universidad Nacional de Educación a Distancia (UNED) ofrece un grado específico en Ingeniería en Tecnologías de la Información, mientras que en Canadá, la École de technologie supérieure (ÉTS) de Montreal imparte el programa de Baccalauréat en génie des technologies de l’information.

## Campos de estudio y competencias
Esta área de la ingeniería abarca campos como la programación y desarrollo de software, redes y comunicaciones, interacción humano-computadora, gestión de la información y sistemas basados en web. También integra de forma transversal la seguridad de la información y las competencias profesionales y éticas.
En programación, la formación incluye la creación de aplicaciones, la integración de componentes y la adaptación de herramientas a distintos entornos. En redes y comunicaciones, el estudio contempla la configuración y administración de infraestructuras, así como la implementación de servicios distribuidos y virtualizados. La interacción humano-computadora aborda el diseño de interfaces accesibles y usables, mientras que la gestión de la información comprende la administración de bases de datos, el modelado de datos y la explotación de información.
En años recientes, las competencias han incorporado el trabajo con infraestructuras en la nube, el análisis de grandes volúmenes de datos y la aplicación de inteligencia artificial y aprendizaje automático en la automatización de procesos y el análisis avanzado. Estas habilidades permiten desarrollar soluciones que combinan recursos físicos y virtuales, integrando aplicaciones y servicios seguros y escalables adaptados a distintos sectores.

## Historia y evolución
El reconocimiento de la Ingeniería en Tecnologías de la Información como disciplina diferenciada dentro del ámbito de la computación es relativamente reciente. A finales del siglo XX y principios del XXI, el crecimiento de internet, la expansión de las redes corporativas y la masificación de dispositivos conectados generaron la necesidad de profesionales especializados no solo en el desarrollo de software o en el diseño de hardware, sino en la integración, gestión y seguridad de infraestructuras tecnológicas completas.
En 2005, la Association for Computing Machinery (ACM) y el Institute of Electrical and Electronics Engineers (IEEE) publicaron el informe Computing Curricula 2005, que identificó a las Tecnologías de la Información como una de las cinco grandes áreas de la computación junto con las ciencias de la computación, la ingeniería de software, la ingeniería informática y los sistemas de información. Posteriormente, en 2008, ambas organizaciones desarrollaron un currículo específico para esta área, conocido como Information Technology 2008 (IT2008), que estableció directrices académicas, áreas de conocimiento y competencias clave para la formación universitaria en esta especialidad.
A partir de estas publicaciones, numerosas instituciones de educación superior adoptaron planes de estudio basados en dichas guías, adaptándolos a sus contextos nacionales. Este proceso consolidó a la Ingeniería en Tecnologías de la Información como un campo con identidad propia, orientado a la aplicación práctica de tecnologías, la integración de sistemas y la gestión de entornos tecnológicos complejos.